# George Bariț
George Bariț (korabeli magyar forrásokban: Báricz György, névváltozat: George Barițiu) (Zsuk, 1812. június 4. – Nagyszeben, 1893. május 2.) román történész, újságíró, az első erdélyi román újság megalapítója, az ASTRA (Asociația Transilvană pentru Literatura Română și Cultura Poporului Român) kulturális egyesület megalapítója.

## Élete
Az alsóbb iskolákat Brassóban végezte, aztán Balázsfalvára ment tanulmányait folytatni s ott teológiát is hallgatott. Kilépett a papnevelőből és 1835-ben a balázsfalvi líceumnál a természettan tanárává nevezték ki. 1836-ban a brassói román egyházközség elemi iskola szervezésére szólította föl. 1838-ban Gazeta Transilvaniei címmel politikai lapot indított, amely a legelső román lap volt Erdélyben. Ugyanebben az évben indította Balázsfalván a Foaie pentru minte, inimă și literatură (Lap az észnek, szívnek és irodalomnak) című kiadványát, amely a legelső román irodalmi lap volt.
Az 1848-as mozgalmak alatt Bariț a románok néhány gyűlésén szónokolt, az erdélyi unió elfogadását a románság nyelvi jogainak kiterjesztéséhez kötötte. A személye körül kialakult párthoz tartozott kezdetben Avram Iancu és Alexandru Papiu Ilarian is. 1849-ben néhány szásszal összeütközésbe került, ezért az oroszok elfogták, de Hurmuzaki tekintélyes bukovinai birtokos közbenjárására szabadon bocsátották. Alig érkezett haza, újra bezáratták izgatás miatt. Mikor kiszabadult, vagyona már tönkre jutott. A lap szerkesztésétől eltiltották; ezután évről évre népszerű naptárt adott ki: Kalendariu pentru poporul românescu (Brassó, 1851–55) címmel.
1860 körül a zernyesti papírgyár igazgatója lett és beutazta Belgiumot, Franciaországot és Svájcot. Az alkotmányos mozgalmak megkezdésével lépett ismét a nyilvános küzdtérre és mint a Gazeta Transilvaniei főmunkatársa működött.
1861-ben többek között az ő kezdeményezésére jött létre az ASTRA irodalmi egyesület, ennek titkára, majd elnöke lett. Ez az egyesület adta ki 1868-tól kezdődően a Transilvania című lapot, melyben Bariț számos történelmi cikket közölt. A lap munkatársai szerkesztették az első román nyelvű enciklopédiát, amelynek három kötete Nagyszebenben jelent meg 1898 és 1904 között. 1878-ban alapította az Observatorul című lapot. Bariț alapító tagja volt a Román Irodalmi Társaságnak (1866), amely a Román Akadémia elődje volt. 1893-ban a Román Akadémia elnökévé választották.
Fordított William Shakespeare illetve Friedrich Schiller műveiből; két saját színdarabja kéziratban maradt.

## Magyarul
- George Bariţ magyar levelezése; sajtó alá rend. Ioan Chindriş, Kovács Ferenc; Kriterion, Bukarest, 1974

## Művei
- Cuventare scolastică. Brassó, 1837 (Iskolai beszédek Baricz George néven)
- Dicționariu germano-românu. Deutsch-romänisches Wörterbuch. Uo. 1853. Két kötet (Munteanu Gáborral)
- Dicționariu ungurescu-românescu. Magyar-román szótár. Uo. 1869
- Părți alese din Istoria Transilvaniei. Vol. 1. Szeben, 1889 (Erdély történelmének másik része)